# Pagode (Oranienbaum)

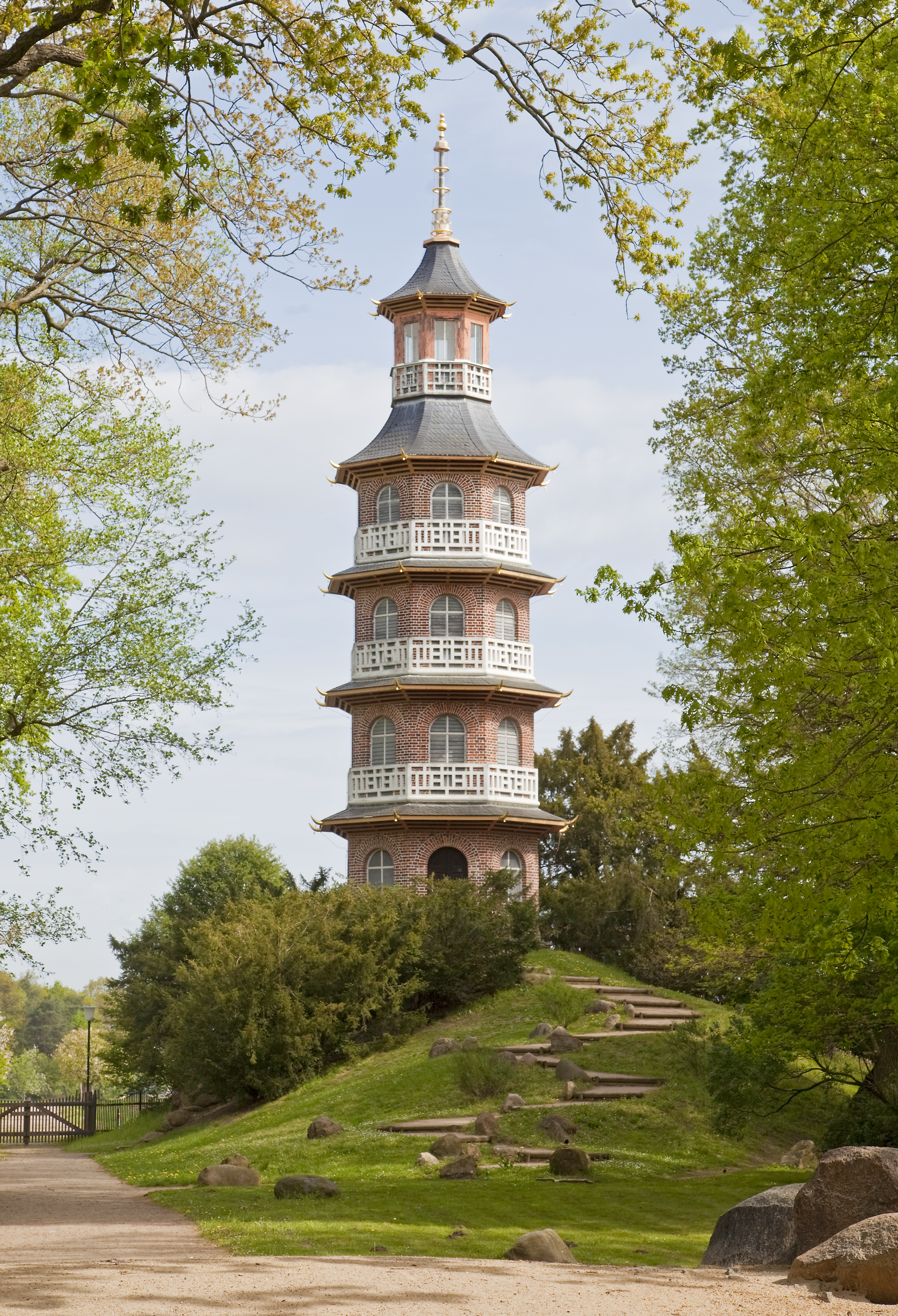
Die Pagode in Oranienbaum

Bei der Pagode in Oranienbaum handelt es sich um eine von 1793 bis 1797 erbaute Chinoiserie im Englisch-Chinesischen Garten Oranienbaum.

## Geschichte
Die Chinesische Pagode wurde von 1793 bis 1797 im Auftrag des Fürsten Leopold III. Friedrich Franz von Anhalt-Dessau nach Plänen von William Chambers erbaut. Heute dient das in der Epoche des Klassizismus errichtete Gebäude als Aussichtsturm und ist zu besonderem Anlass besteigbar. Die Laterne ist nicht öffentlich zugänglich.

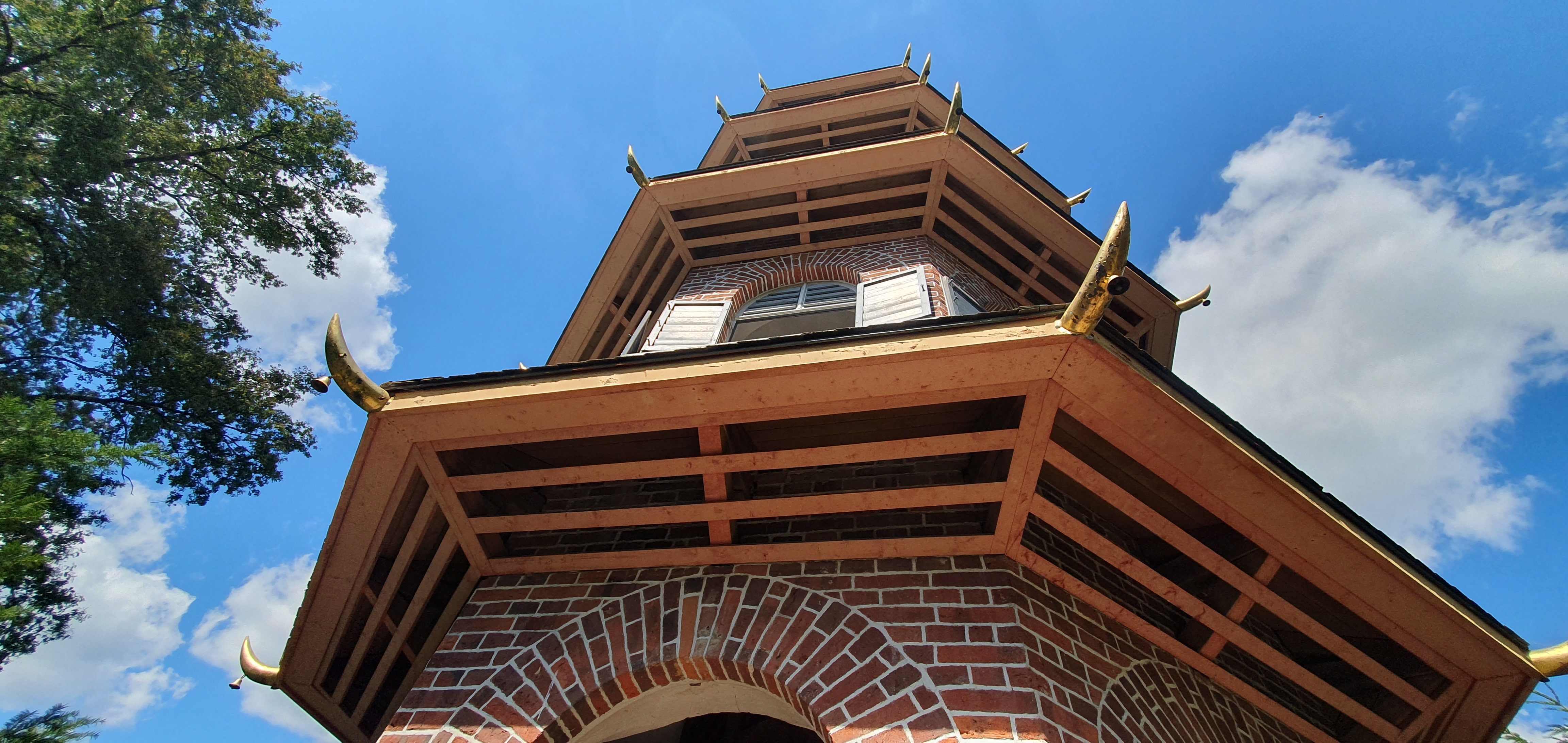
Detail

## Beschreibung
Der fünfgeschossige Pagodenbau befindet sich auf einem künstlichen Hügel im nordöstlichen Teil des Schlossparks. Die Pagode hat eine rote Backsteinfassade, wobei jedes Geschoss mit einem umlaufenden Dach abgesetzt ist. An den Wänden befinden sich gemalte Palmen.

Palmen im Inneren

Im obersten Geschoss der sanierten Pagode befindet sich ein Zeltdach mit einer verglasten Laterne, welche nicht öffentlich zugänglich ist. Das unter einem Erdhügel und Findlingen verborgene Untergeschoss beinhaltet einen gemauerten Eiskeller. Die achteckige Pagode wird im Volksmund als „Glockenturm“ bezeichnet. Zur letzten für Besucher zugänglichen Aussicht sind es 57,5 Stufen über eine chinoise Treppe aus Kiefernholz und drei Sandsteinblockstufen im Eingangsbereich.

Kieferntreppe im Inneren

Die Pagode gehört mit dem Chinesischen Teehaus und mehreren Bogenbrücken zu dem einzigen heute noch weitgehend erhaltenen Englisch-Chinesischen Garten des 18. Jahrhunderts. Der chinesische Garten gilt zudem als frühester Deutschlands.
Die Pagode steht als Baudenkmal unter Denkmalschutz und ist im Denkmalverzeichnis mit der Nummer 094 40414 004 als Teil des Schlosses Oranienbaum (Nummer 094 40414) erfasst.